# Philippe-Guillaume-Auguste de Palatinat-Neubourg
Philippe Guillaume Auguste, comte palatin de Neubourg (né le 19 novembre 1668 à Neubourg-sur-le-Danube ; décédé le 5 avril 1693 à Zákupy (allemand : Reichstadt) est un prince et comte palatin de Neubourg.

## Biographie
Philippe Guillaume Auguste est le 13e des 17 enfants de l'électeur palatin Philippe-Guillaume de Neubourg (1615-1690) de son deuxième mariage avec Élisabeth-Amélie de Hesse-Darmstadt (1635-1709), fille du comte Georges II de Hesse-Darmstadt.
Sa sœur aînée, Éléonore de Neubourg épouse l'empereur Léopold Ier en 1676. En août 1689, après avoir rendu visite à son frère à Breslau et à sa sœur, à Vienne, Philippe Guillaume commence son Grand Tour en Italie.
Il choisit une carrière militaire. Il est décédé à l'âge de 24 ans, après avoir souffert pendant sept jours d'une « fièvre maligne », et est enterré dans l'église paroissiale de Zákupy. Son cœur se trouve dans la cour de l'église de Neubourg-sur-le-Danube.

## Mariage et descendance
Il se marie le 29 octobre 1690 à Raudnitz avec Anne-Marie-Françoise de Saxe-Lauenbourg (1672-1741), fille du duc Jules-François de Saxe-Lauenbourg. La cérémonie de mariage a dû être reportée en raison de la maladie et de la mort du père de Philippe Guillaume. L'épouse du prince se révèle tyrannique et le prince sombre dans l'alcoolisme. Le couple a deux enfants :
- Léopoldine-Éléonore (1691-1693).
- Marie-Anne-Caroline de Palatinat-Neubourg (1693-1751), épouse en 1719, le prince Ferdinand-Marie-Innocent de Bavière (1699-1738).

Veuve, Anne-Marie-Françoise de Saxe-Lauenbourg se remariera avec Jean-Gaston de Médicis, fils cadet du grand-duc Cosme III de Médicis et de Marguerite-Louise d'Orléans.